# Vlasta Pokorná-Depetrisová
Vlasta Pokorná-Depetrisová (ur. 20 grudnia 1920 w Pilźnie, zm. 23 października 2003 w Pilźnie) – tenisistka stołowa reprezentująca Czechosłowację, czterokrotna mistrzyni świata.
Czternastokrotnie zdobywała medale mistrzostw świata. Dwukrotnie zdobywała tytuły w grze podwójnej (1937, 1938) w parze z Verą Votrubcovą oraz jeden raz indywidualnie w 1939 w Kairze i rok wcześniej drużynowo w Londynie.